# Остеоидная гиперплазия
Остеоидная гиперплазия — усиленное разрастание остеоидной ткани, возникающее при рахите.
К этому состоянию относится:
- образование лобных и теменных бугров;
- утолщения в области запястья — рахитические браслеты;
- утолщения в местах перехода костной части в хрящевую на ребрах — рахитические четки;
- утолщения в межфаланговых суставах пальцев рук с образованием « нитей жемчуга».

Симптомы остеоидной гиперплазии преобладают при подостром течении рахита.